# Північно-Західний прохід (фільм)
Північно-Західний прохід (англ. Northwest Passage) — американська пригодницька військова мелодрама режисера Кінга Відора 1940 року. За однойменним романом Кеннета Робертса.

## Сюжет
Талановитий художник Янг прибуває додому в Портсмут, Нью-Гемпшир. Він боязко пояснює родині, що його вигнали з Гарварду через політичні погляди. Звичайно, критика спрямована на адресу англійців, що служить причиною розриву з родиною його нареченої Хассі. Янг і його грубуватий приятель Бреннан напиваються в пабі й розповідають про впертого татка Хассі. В результаті Янга наказують заарештувати, але він і Бреннан біжать в дикі краї та зупиняються у якомусь готелі, де знайомляться з Трейсі.
Після пиятики, яка тривала всю ніч, Янг і Бреннан прокидаються поряд з військовим постом Краун Пойнт, штаб-квартирою рейнджерів Трейсі. Трейсі переконує Янга записатися в рейнджери як картографа, а Бреннан послідував прикладу друга. Незабаром Янг і Бреннан вже проходять бойове хрещення разом з іншими сотнями одягнених в шкіру ветеранів різних воєн з індіанцями. Їх мета — Сент-Френсіс, штаб-квартира злісних, підтримуваних французами індіанців племені Абенакі, які здійснюють криваві набіги на колоніальну територію під контролем британців.

## У ролях
- Спенсер Трейсі — майор Роберт Роджерс
- Роберт Янг — Ленгдон Таун
- Волтер Бреннан — «Ханк» Маррінер
- Рут Хассі — Елізабет Браун
- Нат Пендлтон — «Кеп» Хафф
- Луїс Гектор — преподобний Браун
- Роберт Беррат — Хамфрі Таун
- Ламсден Хейр — лорд Емгерст
- Дональд МакБрайд — сержант МакНотт
- Ізабель Джуелл — Дженні Койт
- Дуглас Волтон — лейтенант Ейвері
- Еддісон Річардс — лейтенант Крофтон
- Хью Созерн — Джессі Бічем
- Режис Тумі — Вебстер
- Монтегю Лав — Вайзман Кладжетт
- Лестер Метьюз — Сем Лівермор
- Труман Бредлі — капітан Огден